# Ephrata (Washington)
Ephrata è una città degli Stati Uniti d'America, situata nello Stato di Washington e in particolare nella Contea di Grant, della quale è anche il capoluogo.